# آریتی (ریاضی)
آریتی (به انگلیسی: arity، ‎i‎/ˈærɪti/‎) در منطق، ریاضیات و علوم رایانه به تعداد آرگومان‌ها یا عملوندهای یک تابع یا یک عملیات گفته می‌شود. ممکن است آریتی در ریاضیات مرتبه  نیز نامیده شود، اما این واژه می‌تواند معانی بسیار دیگری در ریاضیات داشته باشد. در منطق و فلسفه به آن اَدیسیتی و درجه نیز می‌گویند و معمولاً در زبان‌شناسی آن را ظرفیت می‌نامند.

## یادداشت
1. ↑  rank
2. ↑  adicity
3. ↑  degree
4. ↑  valency